# Yokohama Animation Laboratory
Yokohama Animation Laboratory (株式会社横浜アニメーションラボ) est un studio d'animation fondé et basé à Naka-ku, Yokohama.

## Productions

### Séries télévisées
| Année | Titre                                                          | Réalisateur(s)       | Dates de 1re diffusion | Dates de 1re diffusion | Nb. éps.   | Remarques                                                                                   | Réf(s) |
| Année | Titre                                                          | Réalisateur(s)       | Début                  | Fin                    | Nb. éps.   | Remarques                                                                                   | Réf(s) |
| ----- | -------------------------------------------------------------- | -------------------- | ---------------------- | ---------------------- | ---------- | ------------------------------------------------------------------------------------------- | ------ |
| 2020  | Lapis Re:Lights (en)                                           | Hiroyuki Hata        | 4 juillet 2020         | 19 septembre 2020      | 12         | Prend part dans la franchise multimédia créée par KLab et Kadokawa Corporation.             | ,      |
| 2020  | Magatsu Wahrheit -Zuerst-                                      | Naoto Hosoda         | 13 octobre 2020        | 29 décembre 2020       | 12         | Basée sur un jeu pour smartphone développé par KLab.                                        | [ 3 ]  |
| 2022  | The Genius Prince's Guide to Raising a Nation Out of Debt (en) | Makoto Tamagawa      | 11 janvier 2022        | 29 mars 2022           | 12         | Basée sur le light novel écrit par Toru Toba.                                               | [ 4 ]  |
| 2022  | Legend of Mana: The Teardrop Crystal (en)                      | À annoncer           | 8 octobre 2022         | 24 décembre 2022       | 12         | Basée sur l'Action-RPG Legend of Mana développé par Square Enix. Coproduit avec Graphinica. | [ 5 ]  |
| 2024  | The Witch and the Beast                                        | Takayuki Hamana (ja) | 12 janvier 2023        | À annoncer             | À annoncer | Basée sur le manga écrit et dessinée par Kousuke Satake.                                    | [ 6 ]  |

### ONA

#### Anime
| Année | Titre                                  | Réalisateur(s)  | Dates de 1re diffusion | Dates de 1re diffusion | Nb. éps. | Remarques                                                                  | Réf(s) |
| Année | Titre                                  | Réalisateur(s)  | Début                  | Fin                    | Nb. éps. | Remarques                                                                  | Réf(s) |
| ----- | -------------------------------------- | --------------- | ---------------------- | ---------------------- | -------- | -------------------------------------------------------------------------- | ------ |
| 2017  | Monster Strike 2e saison (en)          | Takayuki Hamana | 1er avril 2017         | 2 septembre 2017       | 23       | Suite de Monster Strike. Coproduit avec Sanzigen.                          | [ 7 ]  |
| 2017  | Monster Strike: The Fading Cosmos (en) | Takayuki Hamana | 7 octobre 2017         | 6 janvier 2018         | 13       | Deuxième partie de Monster Strike 2e Saison. Coproduit avec ILCA et Anima. | [ 8 ]  |
| 2019  | Miru Tights (en)                       | Yuki Ogawa      | 11 mai 2019            | 27 juillet 2019        | 12       | Œuvre originale.                                                           | [ 9 ]  |
| 2021  | Tawawa on Monday 2 (en)                | Yuki Ogawa      | 20 septembre 2021      | 6 décembre 2021        | 12       | Suite de la première saison de Tawawa on Monday réalisée par Pine Jam.     | [ 10 ] |

#### Films
| Année | Titre                                        | Réalisateur(s)  | Dates de sortie | Durée      | Remarques                                                | Réf(s) |
| ----- | -------------------------------------------- | --------------- | --------------- | ---------- | -------------------------------------------------------- | ------ |
| 2017  | Monster Strike: The Long Awaited Utopia (en) | Takayuki Hamana | 25 mai 2017     | 15 minutes | Spin-off lier à Monster Strike. Coproduit avec Sanzigen. | [ 11 ] |
| 2018  | Starlight Promises (en)                      | Kazuya Murata   | 3 août 2018     | 62 minutes | Œuvre originale. Coproduit avec XFlag.                   | [ 12 ] |

### OAV
| Année | Titre            | Réalisateur(s) | Dates de sortie | Nb. éps. | Remarques                                        | Réf(s) |
| ----- | ---------------- | -------------- | --------------- | -------- | ------------------------------------------------ | ------ |
| 2019  | Miru Tights (en) | Yuki Ogawa     | 23 août 2019    | 1        | Épisode bonus livré avec le Blu-ray de la série. | [ 13 ] |